# Gérard Kango Ouédraogo

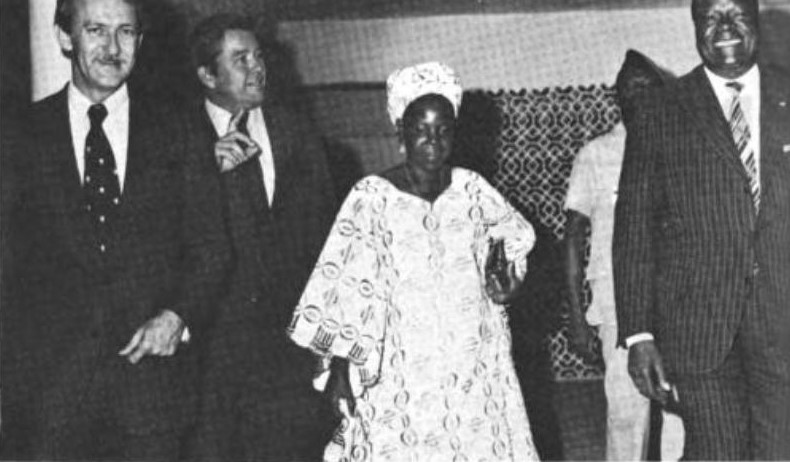
Gérard Kango Ouédraogo (rechts) in 1980

Gérard Kango Ouédraogo (Ouahigouya, 19 september 1925 -  Ouagadougou, 1 juli 2014) was een Burkinees politicus. Tussen 1970 en 1974 was hij premier van zijn land, toen nog Opper-Volta.
Als leider van de partij UDV (Union Démocratique Voltaïque), winnaar van de verkiezingen, werd Ouédraogo in februari 1971 premier. Hij leidde een kabinet van de UDV (acht ministers) , de kleinere partij PRA (Parti du Regroupement Africain) (twee ministers) en militairen. De grondwet behield immers vijf ministerposten voor aan de strijdkrachten.